# Investor AB
Investor AB es una compañía sueca de inversión, fundada en 1916 y todavía controlada por la familia Wallenberg a través de la compañía de gestión de activos FAM. La compañía tiene participaciones de control en diversas grandes corporaciones suecas y participaciones menores en otras compañías. En 2006 tenía un valor de mercado de 119.000 millones de coronas suecas (€13.000 millones). Actualmente Investor tiene una posición financiera fuerte y está casi libre de deuda.

## Historia
En 1916, la nueva legislación hacía más difícil a los bancos tener participaciones accionariales en compañías industriales a largo plazo. Investor fue fundada como una filial de inversión de Stockholms Enskilda Bank, en ese momento el mayor instrumento de poder de la familia Wallenberg.
A 31 de diciembre de 2004, la cotización de mercado del holding era de SEK 88.907 millones. A 15 de octubre de 2006, la compañía cotizaba con un descuento del 25% del valor de sus activos. Esto podía deberse por la doble posición de la familia Wallenberg en la compañía, poseyendo el 23.3% de las acciones pero controlando el 50% del derecho a voto.

## Inversiones

### Núcleo
Investor mantiene participaciones en las siguientes compañías a 31 de diciembre de 2009:
- ABB - Tecnología de automatización y eléctrica (7.3% de las acciones, 7.3% derechos a voto)
- Atlas Copco - Equipos industriales y herramientas (16.6% de las acciones, 22.3% derecho a voto)
- Astra Zeneca - Farmacéutica (3.6% de las acciones, 3.6% derecho a voto)
- Electrolux - Aplicaciones de consumo (12.7% de las acciones, 28.8% derecho a voto)
- Ericsson - Telecomunicaciones (5.0% de las acciones, 19.3% derecho a voto)
- Husqvarna - Automóvil, motosierras, máquinas de coser (15.6% de las acciones, 28.9% derecho a voto)
- Saab - Aviación y tecnología militar (19.8% de las acciones, 38.0% derecho a voto)
- SEB - Banca (20.8% de las acciones, 20.9% derecho a voto)

### Operaciones de inversión
Otras inversiones de Investor incluyen:
- 3 Scandinavia - Servicios de telefonía móvil de 3ª generación (40% de las acciones)
- Biovitrum - Compañía de biotecnología con sede en Estocolmo (23% de las acciones)
- CaridianBCT - Desarrollo y comercialización de tecnología para bancos de sangre y transfusiones médicas (49% de las acciones)
- Gambro - Tecnología para el sector médico (49% de las acciones)
- Mölnlycke Health Care - Tecnología para el sector médico (62% de las acciones)
- IBX - Servicios de compra
- Novare - Contratación para la empresa (50% de las acciones)
- Grand Hôtel, Estocolmo - Hotel de cinco estrellas (100%)
- Lindorff - Compañía de gestión de crédito en los países nórdicos con presencia creciente en otros países europeos (57% de las acciones)
- Investor Growth Capital - Firma de capital de riesgo, con activos de gestión de 1.000 millones (100%)
- EQT Partners - Firma de capital inversor, €11.000 millones en capital invertido (la participación de Investor varía de fondo a fondo)

### Antiguas compañías del holding
- WM-data - Servicios de IT (vendida en agosto de 2006)
- Saab Automobile - Adquirida por General Motors
- Scania - Vendida su participación a Volkswagen AG en 2000, vendiendo el resto en marzo de 2008.
- Bredbandsbolaget - (BBB) Compañía suministradora de banda ancha y telecomunicaciones. Inicialmente en dificultades pero fue vendida en 2005 a Telenor con beneficio.
- OMX - Compañía de servicios financieros (vendida en mayo de 2007 a Nasdaq)